# 布田薬品
布田薬品株式会社（ふたやくひん）は、熊本県熊本市にかつて存在した、主に医薬品・医療機器の卸業を営んでいた企業である。第一製薬系医薬品卸業社である。

## 概要
- 所在地：熊本県熊本市白山3-4-4
- 代表者：布田 和昌（代表取締役社長）、十時 義七郎（代表取締役常務）
- 資本金：500万円

## 沿革
- 1950年（昭和25年）5月 - 「布田薬品株式会社」設立

## 主な取引メーカー
- 第一製薬
- 万有製薬
- 田辺製薬
- 鳥居薬品